# Oksefjorden

Oksefjorden är en fjord i  Tvedestrands kommun i Aust-Agder i Norge, och är en del av sjövägen från Skagerrak till Tvedestrand. Den yttre delen av fjorden följer gränsen mellan kommunerna Tvedestrand och Arendal. Merparten av fjorden ligger mellan Borøya i öster och Tverrdalsøya i väster. Den har sitt inlopp vid Oksefjordens fyr söder om Borøya och går norrut och norr om Tverrdalsøya till Tvedestrandfjordens inlopp. Fjordens totala längd är runt 5 kilometer. 
Den största tätorten vid Oksefjorden är Utgardsstranda på Borøya, alldeles vid inoppet till fjorden.